# Botnhamn
Botnhamn es una localidad ubicada en la región de Nord-Norge, a unos 300km al norte del Círculo polar ártico y al norte de la isla de Senja, en el municipio de Senja. El lugar se expande por el lado oeste del fiordo de Stønnesbotn. En el 2001 tenía 308 habitantes.
Experimenta veranos cálidos e inviernos largos y oscuros. Se localiza a 28 km al noroeste de Gibostad y a 52 km de Finnsnes.

## Historia
Era en sus principios una zona agrícola mencionada en el año 1370 bajo el nombre de Stufunes. Se han descubierto elementos arqueológicos de la Edad de Piedra, Edad de Hierro y de la Edad Media, siendo el más conocido el tesoro de plata de Botnhamn del año 1000. Durante el siglo XVII, Botn fue un centro administrativo de Balstad. A fines del siglo XIX, Botnhamn se transformó en un lugar importante del municipio de Hillesøy.

## Transportes

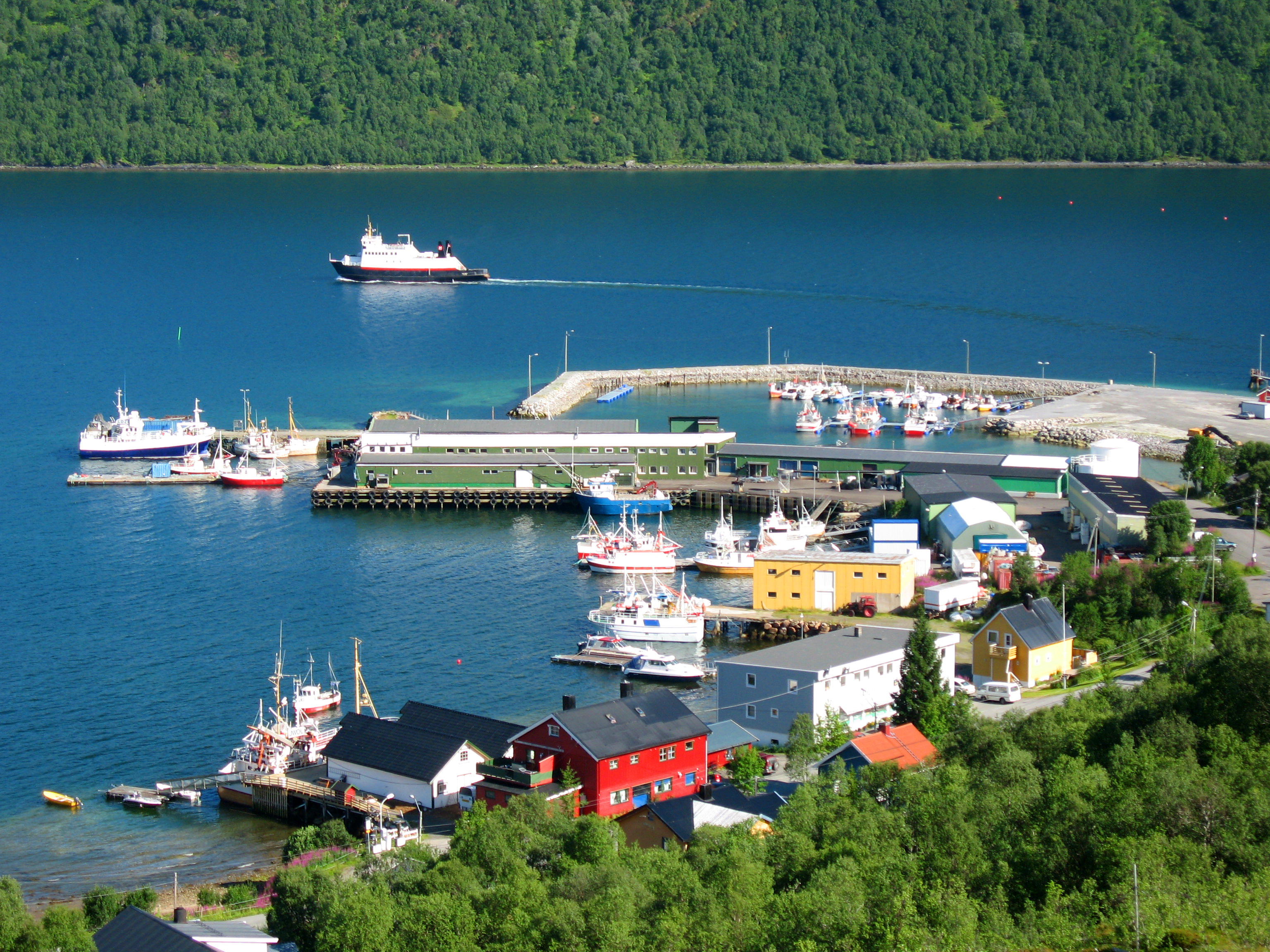
El ferry de Botnhamn

Posee un servicio de ferry (Malangenforbindelsen) que conecta Senja con Kvaløya. Realiza el viaje entre Senja y Tromsø con un viaje de 45 minutos. 